# Акияма, Ёсихиро
Ёсихиро Акияма (яп. 秋山 成勲; род. 29 июля 1975, Айкуно-ку), также известный как Чху Сон Хун (кор. 추성훈) — японский дзюдоист и боец ММА с корейскими корнями, представитель средней и полусредней весовых категорий. В 1999—2004 годах находился в составе национальных сборных Южной Кореи и Японии по дзюдо, чемпион Азиатских игр, чемпион Азии, участник чемпионата мира в Осаке. С 2004 года выступает в смешанных единоборствах на профессиональном уровне, известен по участию в турнирах таких бойцовских организаций как UFC, Hero's, Dream, ONE Championship и др.

## Биография
Ёсихиро Акияма родился 29 июля 1975 года в Осаке, Япония. Представитель четвёртого поколения семьи корейских мигрантов, переселившихся сюда из Чеджу во время японской оккупации Кореи.

### Дзюдо
Начал заниматься дзюдо уже в возрасте трёх лет.
Впервые заявил о себе в дзюдо на международной арене в сезоне 1999 года, когда под своим корейским именем Чху Сон Хун вошёл в состав южнокорейской национальной сборной и выступил на нескольких международных турнирах, в частности взял бронзу на Открытом чемпионате США в Колорадо-Спрингс и на турнире Sungkop в Сеуле.
В 2000 году одержал победу на турнире Sungkop в Сеуле.
В 2001 году выиграл Кубок Кодокан в Токио и побывал на чемпионате Азии в Улан-Баторе, где в зачёте полусредней весовой категории победил всех соперников по турнирной сетке, в том числе в финале взял верх над монголом Дамдинсурэнгийном Нямху, и завоевал золотую медаль.
Начиная с 2002 года представлял сборную Японии, в частности в её составе победил на Кубке Дзигоро Кано в Токио, на Суперкубке мира в Париже и на летних Азиатских играх в Пусане.
В 2003 году стал серебряным призёром на Кубке Дзигоро Кано в Токио, одержал победу в зачёте японского национального первенства в Фукуоке. Благодаря череде удачных выступлений удостоился права защищать честь страны на домашнем чемпионате мира в Осаке, однако здесь его выступление оказалось несколько скандальным — трое побеждённых им соперников, француз, монгол и турок, пожаловались на подозрительно скользкий дзюдоги. По требованию судьи Акияма переоделся в запасной костюм и проиграл два последующих поединка, в полуфинале уступил немцу Флориану Ваннеру, тогда как в утешительной встрече за третье место потерпел поражение от поляка Роберта Кравчика. Председатель судейской коллегии Международной федерации дзюдо Хуан Карлос Баркос после проведённой проверки заявил, что дзюдоги мог стать скользким из-за высокой влажности в Осаке и использованного во время стирки моющего средства. Он отметил, что у судей нет оснований обвинять спортсмена в нарушении принципов фейр-плей. Примечательно, что годом ранее на национальных отборочных соревнованиях титулованный Кэндзо Накамура так же обвинял Акияму в использовании скользкого дзюдоги.
Последний раз Акияма показывал сколько-нибудь значимые результаты в дзюдо в сезоне 2004 года, когда взял бронзу на чемпионате Японии в Фукуоке и выступил на Суперкубке мира в Париже, где был побеждён корейцем Квоном Ён У и итальянцем Джузеппе Маддалони.

### Смешанные единоборства
Покинув расположение японской сборной, в декабре 2004 года Ёсихиро Акияма успешно дебютировал как боец ММА, с помощью рычага локтя принудил к сдаче известного южноафриканского боксёра Франсуа Бота.
Начиная с 2005 года регулярно принимал участие в турнирах новосозданной японской организации Hero's, проиграл здесь первый бой нокаутом французскому кикбоксеру Жерому ле Банне, но затем сделал достаточно длинную победную серию, в том числе взял верх над такими известными бойцами как Токимицу Исидзава, Кацухико Нагата, Кин Тхэён, Кестутис Смирновас, Мелвин Манхуф. Выиграл гран-при полутяжёлого веса и завоевал титул чемпиона организации.
На предновогоднем турнире 31 декабря 2006 года в главном бою вечера выиграл техническим нокаутом у легендарного соотечественника Кадзуси Сакурабы, при этом в ходе поединка Сакураба обращал внимание рефери на тот факт, что тело Акиямы было подозрительно скользким. Это вызвало негодование среди болельщиков, бойца подозревали в использовании масла или какого-то другого смазочного вещества, запрещённого правилами K-1. В интервью Акияма отвергал все обвинения в свой адрес: «Не понимаю, почему Сакураба посчитал меня скользким. Это мог быть пот, я всегда много потею, пот часто стекает по моему телу». 11 января на созванной организаторами турнира пресс-конференции Акияма заявил, что использовал лосьон для ухода за кожей для смягчения своего поношенного дзюдоги. Позже была изучена видеозапись, сделанная в раздевалке во время турнира — на ней оказалось зафиксировано, как Акияма перед боем наносит на себя лосьон, использовав шесть бутылок. Боец признался в применении крема, но отметил, что использовал его не для получения нечестного преимущества, а для увлажнения своей сухой кожи. В итоге его дисквалифицировали и лишили призовых, результат боя был отменён, а промоушн Hero's пожизненно отстранил его от своих соревнований. Несмотря на суровое наказание, критика в отношении Акиямы продолжалась ещё некоторое время, в частности негативную реакцию вызвал рекламный ролик Nike с его участием, показывавшийся по японскому телевидению.
Акияме всё же удалось ещё раз выступить на турнире Hero's, в октябре 2007 года в Сеуле он нокаутировал канадца Дениса Кана.
На предновогоднем турнире Yarennoka! 31 декабря 2007 года вышел на ринг против Кадзуо Мисаки. По прошествии некоторого времени в первом раунде Мисаки левым боковым отправил Акияаму в нокдаун, а затем, когда тот начал подниматься, добил его ударом ногой в голову. Рефери зафиксировал нокаут, Мисаки признали победителем, однако Акияма опротестовал это решение, указав на тот факт, что обе его руки в момент удара касались настила ринга — действия Мисаки противоречили установленным организаторами правилам, запрещавшим удары ногами по лежащему сопернику. После просмотра видеозаписи исполнительный комитет Yarennoka! согласился с претензиями бойца, и бой признали несостоявшимся.
В 2008 году Акияма отметился двумя победами в крупном японском промоушене Dream.
Благодаря череде удачных выступлений Ёсихиро Акияма привлёк к себе внимание крупнейшей американской организации Ultimate Fighting Championship и в феврале 2009 года подписал с ней долгосрочный контракт. Дебютировал в октагоне UFC уже в июле на юбилейном турнире UFC 100, встретившись с ветераном промоушена Аланом Белчером. Несмотря на перелом орбитальной кости, полученный в начале второго раунда, японский боец всё же сумел выиграть раздельным решением судей (это был первый бой в его карьере, продлившийся всё отведённое время) и получил рекордный бонус в 100 тысяч долларов за лучший бой вечера.
В том же году Акияма открыл собственный тренировочный зал Akiyama Dojo в Токио с секциями для занятий дзюдо и ММА, имевший 30 матов татами и 3 восьмиугольные клетки. В октябре он прошёл подготовительный сбор с командой Xtreme Couture в США. Несколько раз планировался его бой против именитого бразильца Вандерлея Силвы, но тот травмировался и на турнире в июле 2010 года был заменён американцем Крисом Лебеном. Акияма доминировал на протяжении всего боя, нанося удары и выполняя тейкдауны, однако в концовке третьего раунда выдохся и, попавшись в «треугольник», вынужден был сдаться — тем самым потерпел первое официальное поражение за последние пять лет. Обоих бойцов наградили бонусом за лучший бой вечера.
В октябре 2010 года на турнире в Лондоне единогласным решением судей уступил англичанину Майклу Биспингу, при этом в третий раз подряд получил награду за лучший бой вечера.
В августе 2011 года был нокаутирован бразильцем Витором Белфортом. Это было уже третье его поражение подряд, однако Дэйна Уайт заявил, что Акияма может остаться в ростере UFC, если спустится в полусреднюю весовую категорию. Боец согласился сбросить вес и продолжил выступать в организации.
В феврале 2012 года вышел в октагон против Джейка Шилдса, сумел продемонстрировать несколько эффектных приёмов из дзюдо, при том проиграл все три раунда единогласным судейским решением. Также в этом году планировался бой против Тиагу Алвиса, но Акияма травмировался и вынужден был сделать длительный перерыв в спортивной карьере.
После двух с половиной лет отсутствия в сентябре 2014 года Акияма вновь оказался в клетке UFC. Изначально его соперником должен был стать Кайл Ноук, однако тот получил травму, и его заменили Амиром Садоллахом, победителем седьмого сезона реалити-шоу The Ultimate Fighter. Акияма выиграл этот бой единогласным решением судей.
Спустя ещё один год уступил раздельным решением судей Алберту Мине, и на этом его сотрудничество с организацией подошло к концу.
В июне 2019 года состоялось возвращение Акиямы в ММА, на турнире ONE Championship в Китае он проиграл единогласным решением малоизвестному бойцу Агилану Тани.
Вне спорта вёл активную светскую жизнь в Японии, неоднократно принимал участие в различных телешоу. Женат на японской модели Сихо Яно, есть дочь.

## Статистика в профессиональном ММА
| Боёв 23         | Побед 14 | Поражений 7 |
| --------------- | -------- | ----------- |
| Нокаутом        | 5        | 2           |
| Сдачей          | 7        | 1           |
| Решением        | 2        | 4           |
| Не состоявшихся | 2        | 2           |

| Результат    | Рекорд   | Соперник           | Способ                                | Турнир                                  | Дата             | Раунд | Время | Место             | Примечание                                                      |
| ------------ | -------- | ------------------ | ------------------------------------- | --------------------------------------- | ---------------- | ----- | ----- | ----------------- | --------------------------------------------------------------- |
| Поражение    | 14-7 (2) | Агилан Тани        | Единогласное решение                  | ONE Championship: Legendary Quest       | 15 июня 2019     | 3     | 5:00  | Шанхай, Китай     |                                                                 |
| Поражение    | 14-6 (2) | Алберту Мина       | Раздельное решение                    | UFC Fight Night: Henderson vs. Masvidal | 28 ноября 2015   | 3     | 5:00  | Сеул, Южная Корея |                                                                 |
| Победа       | 14-5 (2) | Амир Садоллах      | Единогласное решение                  | UFC Fight Night: Hunt vs. Nelson        | 20 сентября 2014 | 3     | 5:00  | Сайтама, Япония   |                                                                 |
| Поражение    | 13-5 (2) | Джейк Шилдс        | Единогласное решение                  | UFC 144                                 | 26 февраля 2012  | 3     | 5:00  | Сайтама, Япония   | Дебют в полусреднем весе.                                       |
| Поражение    | 13-4 (2) | Витор Белфорт      | KO (удары руками)                     | UFC 133                                 | 6 августа 2011   | 1     | 1:52  | Филадельфия, США  |                                                                 |
| Поражение    | 13-3 (2) | Майкл Биспинг      | Единогласное решение                  | UFC 120                                 | 16 октября 2010  | 3     | 5:00  | Лондон, Англия    | Бой вечера.                                                     |
| Поражение    | 13-2 (2) | Крис Лебен         | Сдача (треугольник)                   | UFC 116                                 | 3 июля 2010      | 3     | 4:40  | Лас-Вегас, США    | Бой вечера.                                                     |
| Победа       | 13-1 (2) | Алан Белчер        | Раздельное решение                    | UFC 100                                 | 11 июля 2009     | 3     | 5:00  | Лас-Вегас, США    | Бой вечера.                                                     |
| Победа       | 12-1 (2) | Масанори Тоноока   | Сдача (рычаг локтя)                   | Dream 6                                 | 23 сентября 2008 | 1     | 6:26  | Сайтама, Япония   |                                                                 |
| Победа       | 11-1 (2) | Кацуёри Сибата     | Техническая сдача (удушение Эзекиела) | Dream 5                                 | 21 июля 2008     | 1     | 6:34  | Осака, Япония     |                                                                 |
| Не состоялся | 10-1 (2) | Кадзуо Мисаки      | NC (результат отменён)                | Yarennoka!                              | 31 декабря 2007  | 1     | 7:48  | Сайтама, Япония   | Победу Мисаки нокаутом отменили из-за запрещённого соккер-кика. |
| Победа       | 10-1 (1) | Денис Кан          | KO (удар рукой)                       | Hero’s 2007 in Korea                    | 28 октября 2007  | 1     | 4:45  | Сеул, Южная Корея |                                                                 |
| Не состоялся | 9-1 (1)  | Кадзуси Сакураба   | NC (результат отменён)                | K-1 Premium 2006 Dynamite!!             | 31 декабря 2006  | 1     | 5:37  | Осака, Япония     | Победу Акиямы техническим нокаутом отменили из-за скользкости.  |
| Победа       | 9-1      | Мелвин Манхуф      | Сдача (рычаг локтя)                   | Hero’s 7                                | 9 октября 2006   | 1     | 1:58  | Иокогама, Япония  | Финал гран-при Hero's 2006 в полутяжёлом весе.                  |
| Победа       | 8-1      | Кестутис Смирновас | TKO (удары руками)                    | Hero’s 7                                | 9 октября 2006   | 1     | 3:01  | Иокогама, Япония  | Полуфинал гран-при Hero's 2006 в полутяжёлом весе.              |
| Победа       | 7-1      | Кин Тхэён          | Техническая сдача (рычаг локтя)       | Hero’s 6                                | 5 августа 2006   | 1     | 2:01  | Токио, Япония     | Четвертьфинал гран-при Hero's 2006 в полутяжёлом весе.          |
| Победа       | 6-1      | Кацухико Нагата    | KO (удар ногой с разворота)           | Hero’s 5                                | 3 мая 2006       | 1     | 2:25  | Токио, Япония     |                                                                 |
| Победа       | 5-1      | Токимицу Исидзава  | Сдача (удушение Эзекиела)             | Hero’s 4                                | 15 марта 2006    | 2     | 1:41  | Токио, Япония     |                                                                 |
| Победа       | 4-1      | Масакацу Окуда     | KO (слэм и удары)                     | Hero’s 2005 in Seoul                    | 5 ноября 2005    | 1     | 3:31  | Сеул, Южная Корея |                                                                 |
| Победа       | 3-1      | Майкл Лерма        | TKO (удары руками)                    | K-1: World MAX 2005                     | 12 октября 2005  | 1     | 2:47  | Токио, Япония     |                                                                 |
| Победа       | 2-1      | Карл Туми          | Сдача (рычаг локтя)                   | Hero’s 2                                | 6 июля 2005      | 1     | 0:59  | Токио, Япония     |                                                                 |
| Поражение    | 1-1      | Жером ле Банне     | KO (удары коленями)                   | Hero’s 1                                | 26 марта 2005    | 1     | 2:24  | Сайтама, Япония   |                                                                 |
| Победа       | 1-0      | Франсуа Бота       | Сдача (рычаг локтя)                   | K-1 Premium 2004 Dynamite!!             | 31 декабря 2004  | 1     | 1:54  | Осака, Япония     |                                                                 |